# Dongying
Dongying er en  by på præfekturniveau i provinsen Shandong i Kina med 350 km kyst til  Laizhou- og  Bohai-bugten ved det Gule Hav. Præfekturet har et areal på 7.923 km², og en befolkning på 1.840.000 mennesker (2007).
Dongying ligger i Den Gule Flods delta, som er bestemt som en særlig zone for økonomisk udvikling. Området omfatter en vigtig del af Kinas næststørste olieområde, Shenglifeltet.

## Administrative enheder
Administrativt består Dongying af to bydistrikter og tre amter :
- Bydistriktet Dongying (东营区), 1.155 km², ca. 570.000 indbyggere;
- Bydistriktet Hekou (河口区), 2.139 km², ca. 200.000 indbyggere;
- Amtet Kenli (垦利县), 2.204 km², ca. 210.000 indbyggere;
- Amtet Lijin (利津县), 1.287 km², ca. 290.000 indbyggere;
- Amtet Guangrao (广饶县), 1.138 km², ca. 480.000 indbyggere.

37°27′N 118°28′Ø / 37.450°N 118.467°Ø